# إسويط أنغلماني
إسويط أنغلماني (الاسم العلمي:Isoetes engelmannii) هو نوع من النباتات يتبع جنس المتسانية من فصيلة المتسانيات.